# BFG Studios
BFG Studios är en inspelningsstudio som var belägen på Fridhemsgatan i Stockholm. Sedan starten 1997 spelade man in musik både för teater, TV och film samt ett stort antal musikalbum. Johan Nilsson, Jojje Wadenius, Cirkus Cirkör, Ralph Lundsten, Monica Dominique, Qoph, Speaker, SVT, UR och Strix är några av de artister och produktionsbolag som spelat in i BFG Studios. Studions verksamhet såldes 2002 men återupptogs efter 16 års uppehåll i HeedBergets LjudLabb.